# 泉玉林河
泉玉林河也作全玉林河、乌德沟河、五德沟河，位于中华人民共和国内蒙古自治区东南部的一条时令河，“乌德”或“五德”源自蒙古语“乌德音阿玛”，意为“门一样的口”，因在察哈尔右翼前旗三岔口乡五里坡村沟口两侧直立的山峰像门垛一样，故名。泉玉林河发源于乌兰察布市察哈尔右翼中旗宏盘乡四义和村委会白家村西山顶，向南流经黄羊城镇永胜村，于米粮局村折向东南，至科布尔镇华丰村再折向东，经东方红村、六间房村、阿令朝村、大马库联村，于察哈尔右翼后旗锡勒乡红旗庙嘎查转东南流，经锡勒乡政府驻地和察哈尔右翼前旗三岔口乡后折向东，经喇嘛沟水库、乌兰察布市区北郊后注入察哈尔右翼前旗泉玉林水库，出库后向南偏东流，经乌兰察布市集宁区东部，最后于察哈尔右翼前旗巴音塔拉镇吉庆村东南汇入黄旗海。河长135.5千米，流域面积2001.92平方千米，河道平均比降4.01‰。
在2019年察哈尔右翼中旗公布的河湖管理范围划定成果的公告中，泉玉林河在察哈尔右翼中旗境内的管理范围边界线长度为94.73千米（左岸46.64千米，右岸48.09千米），面积5.46平方千米。
在2019年察哈尔右翼后旗人民政府公布的河湖管理范围划定成果中，泉玉林河（五德沟河）在察哈尔右翼后旗境内的管理范围边界线全长为56.791千米。
在2021年察哈尔右翼前旗人民政府公布的主要河道和湖泊管理范围的通告中，全玉林河在察哈尔右翼前旗境内的管理范围河道长度28.884千米，右岸管理范围线长度26.19千米，左岸管理范围线长度为25.04千米。
在2021年乌兰察布市集宁区人民政府公布的主要河道和湖泊管理范围中，泉玉林河（含尼旦河）在集宁区境内河道长度为28.67千米，河道管理范围左岸划界长度为34.42千米，右岸划界长度为32.32千米。因察哈尔右翼前旗黄旗海镇有部分地区划入集宁区白海子镇，故两地划定的河道管理范围有部分重叠。